# Das U-Boot
Das U-Boot 是一個主要用於嵌入式系统的開機載入程式，可以支援多種不同的計算機系統結構，包括68k、AVR32、ARM、Blackfin、MicroBlaze、MIPS、Nios、SuperH、PPC、RISC-V與x86。這也是一套在GNU通用公共許可證之下發布的自由軟體。
Das U-Boot可以在x86電腦上建構，但這部x86電腦必須安裝有可支援特定平台結構的交互發展GNU工具鏈，例如crosstool（页面存档备份，存于）、Embedded Linux Development Kit（页面存档备份，存于） (ELDK)或OSELAS.Toolchain。

## 功能

### 第二阶段载入程式
Das U-boot 可以作为第二阶段载入程式使用 （页面存档备份，存于）
 （页面存档备份，存于）

### 支援的檔案系統
- Cramfs
- ext2
- FAT
- FDOS
- JFFS2
- ReiserFS
- UBIFS
- YAFFS2

### 歷史
這個計畫起源於 Magnus Damm. 在 8xx PowerPC 架構下寫的開機載入程式： 8xxROM。1999 年十月，Wolfgang Denk 將計畫移轉到 SourceForge.net，但 SourceForge.net 不允許數字開頭的專案名稱，所以改名為 PPCBoot。PPCBoot 在 2000年 7 月 19 日第一次公開發布 0.4.1 版。

## 外部連結
- Das U-Boot專案首頁（页面存档备份，存于）